# The Police (album)
The Police – jest to płyta brytyjskiego zespołu rockowego The Police. Zawiera ona wszystkie przeboje tej grupy, została wydana na dwupłytowym albumie 5 lipca 2007 przez wytwórnię A&M Records. Przez dziesięć tygodni utrzymywał się w 40. najlepiej sprzedających się płyt. Przez te dziesięć tygodni sprzedał się w liczbie 693,000 egzemplarzy.

## Lista utworów
Wszystkie piosenki napisał Sting oprócz zaznaczonych.

### Dysk 1
1. „Fall Out” (Stewart Copeland) – 2:03
2. „Can't Stand Losing You” – 2:58
3. „Next to You” – 2:50
4. „Roxanne” – 3:12
5. „Truth Hits Everybody” – 2:55
6. „Hole in My Life” – 4:49
7. „So Lonely” – 4:49
8. „Message in a Bottle” – 4:49
9. „Reggatta de Blanc” (Stewart Copeland, Sting, Andy Summers) – 3:14
10. „Bring on the Night” – 4:16
11. „Walking on the Moon” – 4:59
12. „The Bed’s Too Big Without You” – 4:25 *
13. „Don't Stand So Close to Me” – 4:03
14. „Driven to Tears” – 3:21
15. „Canary in a Coalmine” – 2:27

### Dysk 2
1. „De Do Do Do, De Da Da Da” – 4:10
2. „Voices Inside My Head” – 3:53
3. „Invisible Sun” – 3:44
4. „Every Little Thing She Does Is Magic” – 4:20
5. „Spirits in the Material World” – 2:58
6. „Demolition Man” – 5:55
7. „Rehumanize Yourself” (Stewart Copeland, Sting) – 3:10 *
8. „Every Breath You Take” – 4:14
9. „Synchronicity I” – 3:22
10. „Wrapped Around Your Finger” – 5:13
11. „Walking in Your Footsteps” – 3:36
12. „Synchronicity II” – 5:05
13. „King of Pain” – 4:59
14. „Murder By Numbers” (Sting, Andy Summers) – 4:33
15. „Tea in the Sahara” – 4:19

## United World Chart
| Pozycja (Sprzedaż tygodniowa) | 21 (62.000) | 13 (136.000) | 13 (91.000) | 20 (83.000) | 23 (68.000) | 21 (67.000) | 26 (55.000) | 29 (54.000) | 34 (42.000) | 38 (35.000) | 39 (32.000) |
| Sprzedaż całkowita            | 62.000      | 198.000      | 289.000     | 372.000     | 440.000     | 507.000     | 562.000     | 616.000     | 658.000     | 693.000     | 725.000     |